# Набережне (Нікопольський район)
Набережне́ — село в Україні, у Нікопольському районі Дніпропетровської області. Входить до складу Покровської сільської громади.
До 2020 року у складі Покровської сільської ради. Населення — 69 мешканців.

## Населення

### Мова
Розподіл населення за рідною мовою за даними перепису 2001 року:
| Мова       | Кількість | Відсоток |
| ---------- | --------- | -------- |
| українська | 60        | 86.96%   |
| російська  | 9         | 13.04%   |
| Усього     | 69        | 100%     |

## Географія
Село Набережне знаходиться на правому березі Каховського водосховища в місці впадання в нього річки Базавлук, вище за течією на відстані 4,5 км розташоване село Грушівка (Криворізький район), нижче за течією на відстані 3,5 км розташоване село Покровське. Поруч проходить автомобільна дорога Н23.